# Chico Pé de Pato
Francisco Vital da Silva, também conhecido como Chico Pé de Pato (Campo Alegre de Lourdes, 1942 — São Paulo, 27 de janeiro de 1987), foi um justiceiro Brasileiro. Era conhecido por realizar investidas contra criminosos na Zona Leste de São Paulo, foi preso em 1985 após assassinar um policial a paisana. Francisco posteriormente acabou sendo morto em uma penitenciaria, com 91 estiletadas.

## História
Natural da cidade de Campo Alegre de Lourdes, no sertão da Bahia, Francisco assim como muitos nordestinos migrou para São Paulo em busca de melhores condições de vida, passou a morar no bairro Jardim Camargo Novo no Distrito do Itaim Paulista. O justiceiro da Zona Leste, como também era conhecido, trabalhou como pedreiro, até abrir um bar em meados dos anos 80. Segundo relatos de noticias da época, o bar de Francisco era constantemente assaltado, e em 1984 enquanto fazia um boletim de ocorrência, cinco homens invadiram sua casa, roubando diversos itens e estuprando sua mulher e filha de 16 anos. 
Ele voltou com sua família para sua terra natal afim de se recuperar psicologicamente, sua esposa e filha continuaram na Bahia, mas Francisco voltou para São Paulo após dois meses, desta vez armado em busca de vingança, juntamente com seu filho, na época com 19 anos; Ambos passaram então a efetuar jornadas de caçada ao crime na cidade.
A primeira aparição de Chico Pé de Pato no noticias populares ocorreu em 14 de agosto de 1985 em "2 irmãos liquidados pelo Justiceiro da Zona Leste".
Em uma troca de tiros, Pé de Pato assassinou um policial a paisana, que acreditou se tratar de um ataque de bandidos. A morte de Moacir Ferreira Mello  colocou Pé de Pato na mira da polícia.   

## Repercussão e condenação
Francisco era também amigo pessoal de Afanásio Jazadji, o radialista de maior audiência do estado de São Paulo durante o início da década de 1980 com o programa Patrulha da Cidade, que denunciava casos policiais sem solução. Afanásio tinha contato direto com Chico, que por sua vez, dava as informações sobre seus assassinatos com exclusividade ao programa. O justiceiro, que fugiu com seu Opala, fez contato com Afanásio, que o convenceu a se entregar para a ROTA. No dia de sua prisão, anunciada no rádio, mais de 500 pessoas estavam reunidas para recebê-lo e apoiá-lo.
Chico foi condenado a 6 anos de prisão por inúmeros assassinatos, uma pena considerada baixa, mas relativamente precisa graças a pressão de cerca de 2 mil pessoas que compareceram ao tribunal. Demonizado na cadeia, foi assassinado na penitenciária por 91 golpes de estilete no dia 27 de janeiro de 1987.